# Szarka József (tanár, 1825–1889)
Szarka József (Nábrád (Szatmár megye), 1825. szeptember 13. – Huszt, 1889. július eleje) református lelkész, gimnáziumi tanár.

## Élete
Szarka András és Koncz Mária, közrendű birtokosok fia. Tanult Máramarosszigeten, Szatmárnémetin és Debrecenben, ahol mint hittanhallgató gimnáziumi osztály tanításával volt megbízva. Az 1848–49-es szabadságharcban részt vett, Erdélyben Bem József táborában szolgált mint tüzér, több sebet kapott, így az 1849-es debreceni csatában bal szemét vesztette el és kapitányi ranggal távozott. 1850-ben a nagykállói gimnáziumhoz igazgató-tanárnak választották; innét 1852. október 1-jén a máramarosszigeti líceumhoz ment tanárnak, mely állását az 1850-es évek végén ugyanott a lelkészivel cserélte fel. Nyugalomba lépett 1889 elején. Elnöke volt a máramaros-tályéki református pap-tanítóegyesületnek 1878-tól 1888-ig.
Írt 1850-től költeményt, beszélyt és természettudományi s vegyes cikkeket: a Szikszói Enyhlapokba (1853. költ.), a Vasárnapi Ujságba (1856. A répa-czukor készítésének módja); a Prot. Népkönyvtárba (1857. I. Vallásbeli hitfelekezetek és beszély, V. A hitjavítás eredete, VI. A vallásgúnyolóknak); írt még a Máramarosba, P. Naplóba, Budapesti Hirlapba sat.

## Munkája
- Ünnepélyes egyházi beszéd a máramaros-szigeti helv. hitv. ev. templom tűzvész okozta romjai fölött 1859. okt. 30. M.-Sziget, 1860.